# Nous sommes deux évadés
Pour plus de détails, voir Fiche technique et Distribution.
Nous sommes deux évadés (Noi siamo due evasi) est un film italien réalisé par Giorgio Simonelli et sorti en 1959.

## Fiche technique
- Titre original : Noi siamo due evasi
- Réalisation : Giorgio Simonelli
- Scénario : Franco Castellano, Giuseppe Moccia, Dario Sabatello
- Photographie : Mario Montuori
- Montage : Dolores Tamburini
- Producteur : Dario Sabatello
- Sociétés de production : Hesperia Films, Produzione D.S. (Dario Sabatello)
- Distribution : Cineriz
- Musique : Carlo Rustichelli
- Format : N&B - Son mono
- Genre : Comédie
- Durée : 98 minutes
- Date de sortie : 
  - Italie : 27 juin 1959

## Distribution
- Ugo Tognazzi : Bernardo Cesarotti
- Magali Noël : Odette
- Raimondo Vianello : Camillo Gorini
- Sandra Mondaini : Isabella
- Fred Buscaglione : lui-même
- Titina De Filippo : Ernesta baronessa Holz
- Irène Tunc : Gisela
- Maurizio Arena : Brigadiere Francesco Curti
- María del Valle : Silvia
- Rafael Luis Calvo : Pietrone
- Jackie Jones
- Lilia Landi
- Julio Riscal : Peppino

## Distinctions
- 1959 : Prix golden olive au Bordighera Festival of Comedy and Humor Films[1].